# Kiprian

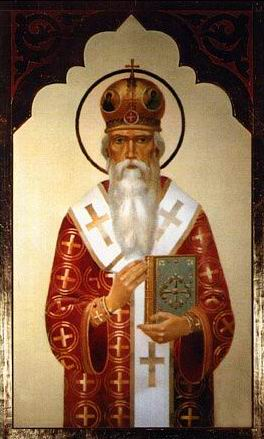
Kiprian

Kiprian (bulgarisch/russisch Киприан, griechisch Κυπριανός/Kyprianos; * um 1330; † 16. September 1406) war Metropolit von Litauen (1375–1380) und ab 1390 Metropolit von Moskau sowie ein bedeutender kirchlicher Schriftsteller und Hagiograph.
Er wird in der russisch-orthodoxen Kirche als Heiliger (Святитель) verehrt. Gedenktage sind der 27. Mai und der 16. September.

## Leben
Kiprian wurde um 1330 geboren. Er stammte aus Tarnowo in Bulgarien. Er ging nach Konstantinopel, später auf den Berg Athos in ein Kloster.
Um 1373 wurde er vom Patriarchen von Konstantinopel Philotheos als Metropolit ins Großfürstentum Litauen geschickt.
Am 2. Dezember 1375 machte Philotheos Kiprian zum Metropoliten von Kiew, der ganzen Rus und Litauen. Kiprian sollte die beiden Metropolitansitze Moskau und Litauen in seiner Person vereinen. Dieses gelang Kiprian jedoch erst 1380. In diesem Jahr wurde er vom Großfürsten Dmitri Donskoi zum (provisorischen) Metropoliten von Moskau eingesetzt. 1381 gab er die Verehrung des Fürsten Alexander Newski als Heiliger bekannt. 1382 musste er Moskau bereits wieder verlassen.
Erst 1390 wurde er zum rechtmäßigen Metropoliten von Kiew, der ganzen Rus und Litauen mit Sitz in Moskau eingesetzt. 1406 starb Kiprian. Nach ihm ist seit 2006 der St. Kiprian Peak benannt, ein Berg auf Greenwich Island in der Antarktis.

## Literarische Tätigkeit
Kiprian war ein Schüler der Schriftschule von Tarnowo. Seine stilistische Umarbeitung der von Prochoros, dem Metropoliten von Rostow, verfassten Vita von Petros, dem ersten Metropoliten von Moskau war das Signal für eine Umarbeitung des gesamten hagiographischen Materials.
Kiprian schrieb im damals modernen mittelbulgarischen Stil, der den einfachen, formelhaften Stil der altrussischen Legenden ablöste und in dem der Inhalt hinter kunstvoller Rhetorik, aber auch hinter abstrakten Betrachtungen zurücktrat.
Als erster russischer Hagiograph trat er aus der Anonymität heraus und flocht auch eigene Erlebnisse in sein Werk ein.
Politische Bedeutung gewann er, da er den Gedanken der Zusammengehörigkeit aller russischsprachigen Länder propagierte. Er legte den Grundstein zu einer historischen Kompilation der Annalen dieser Gebiete und schaffte es, gleichzeitig Metropolit der rivalisierenden Städte Moskau und Kiew zu werden.